# Ingerophrynus celebensis
Ingerophrynus celebensis es una especie de anfibios de la familia Bufonidae.

## Distribución y hábitat
Es endémica de Célebes.
Su hábitat natural incluye bosques secos tropicales o subtropicales, ríos permanentes e intermitentes, lagos de agua dulce, lagos intermitentes de agua dulce, marismas de agua dulce, tierra arable, zonas de pastos, plantaciones, jardines rurales, áreas urbanas, zonas previamente boscosas ahora muy degradadas, áreas de almacenamiento de agua, estanques, canales y diques.